# Nieder-Ramstadt
Nieder-Ramstadt (im lokalen Dialekt: Nidder-Ramschd) ist ein Ortsteil der Gemeinde Mühltal im südhessischen Landkreis Darmstadt-Dieburg. Zum Ortsteil zählt der Weiler In der Mordach. Früher gehörte auch der jetzt eigenständige Mühltaler Ortsteil Trautheim zu Nieder-Ramstadt.

## Geographie
Nieder-Ramstadt liegt im vorderen Odenwald im Geo-Naturpark Bergstraße-Odenwald im Granitgebiet. Durch den Ort fließt die Modau. Im Norden verläuft die Bundesstraße 449 und im Süden die Bundesstraße 426.

## Geschichte

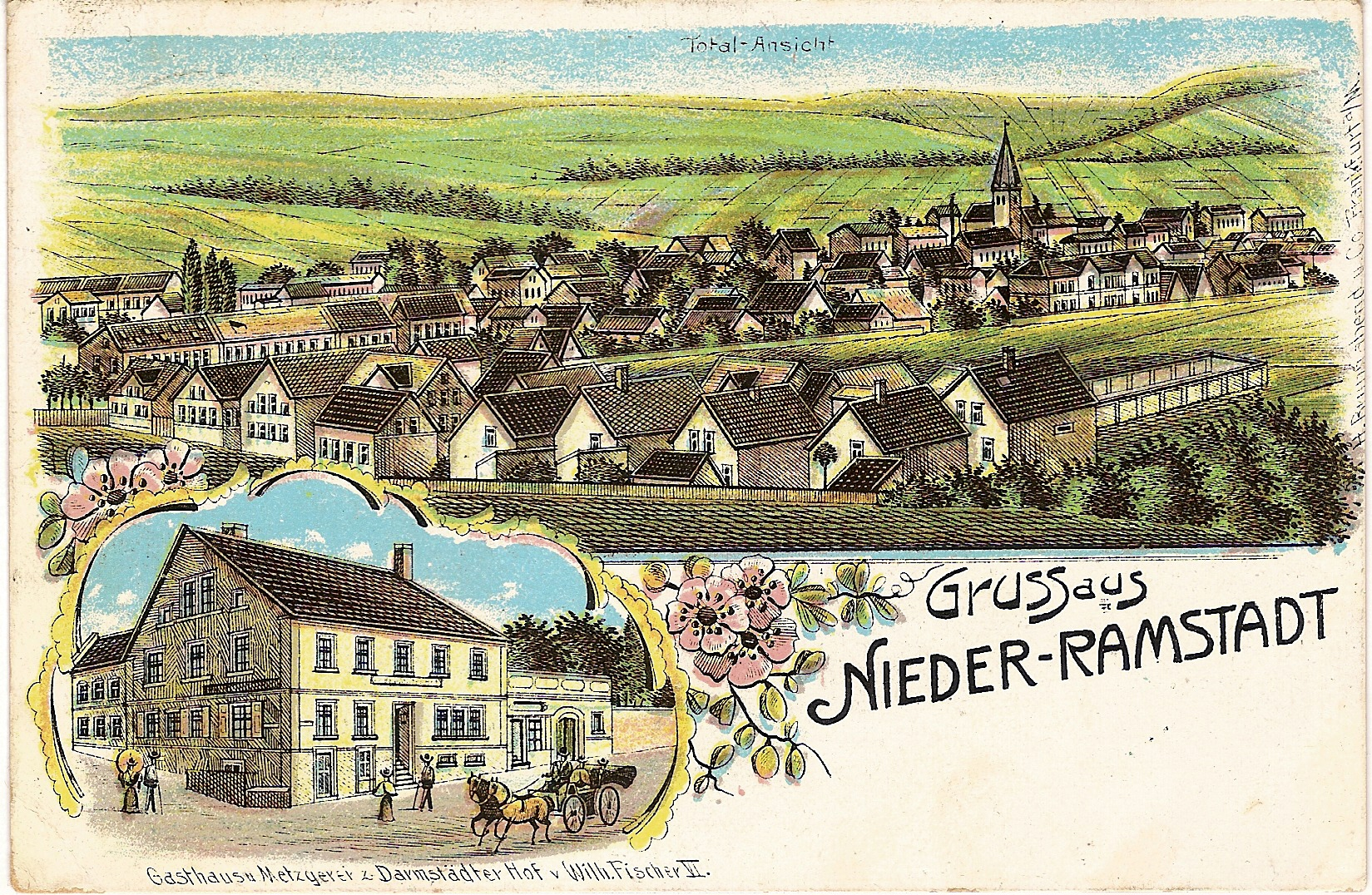
Nieder-Ramstadt, Postkarte von 1907

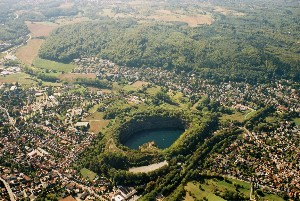
Nieder-Ramstadt mit Wingertsberg-Steinbruch im Vordergrund. Oben im Bild: Kirchberg-Lindenberg-Rücken nördlich Trautheims

### Ortsgeschichte
In historischen Dokumenten ist der Ort unter folgenden Ortsnamen belegt (in Klammern das Jahr der Erwähnung): Ramestat (um 1190); Ramestat (1194); Ramestat (1222); Nyder Ramstat, Nider Ramstat (1360); Nyder Ramstat (1403); Niddernramstadt (1450); Nidderramstait (1509); Niederrambstatt (1589); Ramstadt, Nieder-Ramstadt. Die Namenszusätze dienen der Unterscheidung von Ober-Ramstadt.
Erstmals urkundlich erwähnt wird das Dorf im Jahre 1190/94, als ein Cunradus de Ramstadt als Kanoniker des St.-Andreas-Stifts in Worms bezeugt wird. Durch archäologische Funde wurde aber festgestellt, dass schon die Alemannen in diesem Gebiet siedelten. Eine alemannische Siedlung aus dem 4. Jahrhundert n. Chr. sowie ein spätmerowingisches Gräberfeld (um 700 n. Chr.) konnten durch zahlreiche Funde nachgewiesen werden.
Seit dem 13. Jahrhundert gehörte es zum Herrschaftsbereich der Grafen von Katzenelnbogen. Der Bischof von Würzburg verlieh 1259 den Königshof Gerau an die Grafschaft Katzenelnbogen. Im Jahr 1318 wurde Nieder-Ramstadt im Zuge eines Teilungsvertrages zwischen Graf Berthold III. (Bertolf) und Graf Eberhard II. von Katzenelnbogen erwähnt.
1403 bestätigte Graf Johann IV. von Katzenelnbogen, dass er u. a. Nieder-Ramstadt von Bischof Johann von Würzburg zu Lehen trage. Durch Tod des letzten männlichen Nachkommen Philipp I. von Katzenelnbogen im Jahr 1479 gelangte es durch Erbschaft unter Heinrich III. an die Landgrafschaft Hessen.
Vom Mittelalter bis zum 19. Jahrhundert waren die Bäcker und Müller aus Nieder-Ramstadt von überregionaler Bedeutung. 1623 wurden in der entsprechenden Zunft für den Ort 53 Meister genannt.
Der Weiler In der Mordach wurde Anfang des 18. Jahrhunderts aus vier Mühlen, der Neuen Bohlen-, der Frankenbergers- (heute Waldhof), der Glashütten- (heute Haus Burgwald) und der Zehmühle gebildet.
Die Statistisch-topographisch-historische Beschreibung des Großherzogthums Hessen berichtet 1829 über Nieder-Ramstadt:

„Niederramstadt (L. Bez. Reinheim) luth. Pfarrdorf; liegt auf beiden Seiten des Modaubachs, über welchen eine 1734 erbaute schöne steinerne Brücke führt, und 2 St. von Reinheim. Der Ort besteht aus 159 Häusern und 1283 Einw., die bis auf 15 Kath., 7 Reform. und 9 Juden lutherisch sind. Unter den Einwohnern sind 60 Bauern, 57 Gewerbsleute und 58 Taglöhner. Man findet hier 1 Kirche mit einem herrlichen Geläute, 1 Pfarrhaus, 2 Schulhäuser, 1 Rathhaus, 1729 erbaut, 1 kleine Erziehungs-Anstalt für Waisen weiblichen Geschlechts, 1822 errichtet, 15 Mahlmühlen, 1 Pulver-, 1 Papier- und 1 Oelmühle. Dieses Dorf trugen wahrscheinlich die Grafen von Katzenellenbogen, von dem Stifte Würzburg zu Lehen; aber an einem andern Orte wird Niederramstadt als ein Katzenellenbogensches Allodium aufgeführt. Die Kirche war Anfangs eine Mutterkirche, wurde aber im 14. Jahrhundert ein Filial von Darmstadt und erhielt erst nach der Reformation seinen eigenen Pfarrer. Aufgefundenes Mauerwerk läßt schließen daß das Dorf einst größer gewesen sey.“

Hessische Gebietsreform 1972–1977
Im Zuge der Gebietsreform in Hessen wurde am 1. April 1972 die Gemeinde Waschenbach auf freiwilliger Basis als Ortsteil eingegliedert. Am 1. Januar 1977 wurden dann die bis dahin selbstständigen Gemeinden Nieder-Ramstadt, Frankenhausen, Nieder-Beerbach und Traisa kraft Landesgesetz zur neuen Gemeinde Mühltal zusammengeschlossen.
Für Nieder-Ramstadt wurde wie für die übrigen ehemaligen Gemeinden ein Ortsbezirk mit Ortsbeirat und Ortsvorsteher nach der Hessischen Gemeindeordnung gebildet. Sitz der Gemeindeverwaltung wurde Nieder-Ramstadt.

### Verwaltungsgeschichte im Überblick
Die folgende Liste zeigt die Staaten und Verwaltungseinheiten, denen Nieder-Ramstadt angehört(e):
- vor 1479: Heiliges Römisches Reich, Grafschaft Katzenelnbogen, Obergrafschaft Katzenelnbogen
- ab 1479: Heiliges Römisches Reich, Landgrafschaft Hessen (durch Erbfall), Obergrafschaft Katzenelnbogen
- ab 1567: Heiliges Römisches Reich, Landgrafschaft Hessen-Darmstadt, Obere Grafschaft Katzenelnbogen (1783: zum Amt Darmstadt, später Oberamt Darmstadt, Amt Pfungstadt)
- ab 1803: Heiliges Römisches Reich, Landgrafschaft Hessen-Darmstadt, Fürstentum Starkenburg, Amt Pfungstadt
- ab 1806: Großherzogtum Hessen,[Anm. 2] Fürstentum Starkenburg, Amt Pfungstadt[9]
- ab 1815: Großherzogtum Hessen[Anm. 3], Provinz Starkenburg, Amt Pfungstadt
- ab 1821: Großherzogtum Hessen, Provinz Starkenburg, Landratsbezirk Reinheim[Anm. 4]
- ab 1832: Großherzogtum Hessen, Provinz Starkenburg, Kreis Dieburg
- ab 1848: Großherzogtum Hessen, Regierungsbezirk Dieburg
- ab 1852: Großherzogtum Hessen, Provinz Starkenburg, Kreis Dieburg
- ab 1871: Deutsches Reich, Großherzogtum Hessen, Provinz Starkenburg, Kreis Dieburg
- ab 1918: Deutsches Reich (Weimarer Republik), Volksstaat Hessen, Provinz Starkenburg, Kreis Dieburg
- ab 1938: Deutsches Reich, Volksstaat Hessen, Landkreis Darmstadt[10][Anm. 5]
- ab 1945: Amerikanische Besatzungszone,[Anm. 6] Groß-Hessen, Regierungsbezirk Darmstadt, Landkreis Darmstadt
- ab 1946: Amerikanische Besatzungszone, Land Hessen, Regierungsbezirk Darmstadt, Landkreis Darmstadt
- ab 1949: Bundesrepublik Deutschland, Land Hessen, Regierungsbezirk Darmstadt, Landkreis Darmstadt
- ab 1977: Bundesrepublik Deutschland, Land Hessen, Regierungsbezirk Darmstadt, Landkreis Darmstadt-Dieburg, Gemeinde Mühltal[Anm. 7]

### Gerichte
Nieder-Ramstadt gehörte zur Zent Pfungstadt dessen Aufgaben ab etwa 1800 durch das Amt Pfungstadt mit wahrgenommen wurden. In der Landgrafschaft Hessen-Darmstadt wurde mit Ausführungsverordnung vom 9. Dezember 1803 das Gerichtswesen neu organisiert. Für das Fürstentum Starkenburg wurde das „Hofgericht Darmstadt“ eingerichtet. Es war für normale bürgerliche Streitsachen Gericht der zweiten Instanz, für standesherrliche Familienrechtssachen und Kriminalfälle die erste Instanz. Übergeordnet war das Oberappellationsgericht Darmstadt. Die Rechtsprechung der ersten Instanz wurde durch die Ämter bzw. Standesherren vorgenommen.
Damit war für Nieder-Ramstadt das Amt Pfungstadt zuständig. Die Zentgerichte hatten damit ihre Funktion verloren.
Mit Bildung der Landgerichte im Großherzogtum Hessen war ab 1821 das Landgericht Lichtenberg das Gericht erster Instanz. Die zweite Instanz war das Hofgericht Darmstadt. Es folgten:
- ab 1848: Landgericht Reinheim (Verlegung aus Lichtenberg nach Reinheim), zweite Instanz: Hofgericht Darmstadt
- 1853: Landgericht Darmstadt, zweite Instanz: Hofgericht Darmstadt
- 1879: Amtsgericht Darmstadt II, zweite Instanz: Landgericht Darmstadt
- 1932: Amtsgericht Darmstadt, zweite Instanz: Landgericht Darmstadt

### Einwohnerentwicklung
| • 1629: | 0106 Hausgesesse           |
| • 1806: | 0980 Einwohner, 147 Häuser |
| • 1829: | 1383 Einwohner, 159 Häuser |
| • 1867: | 1333 Einwohner, 185 Häuser |

| Nieder-Ramstadt: Einwohnerzahlen von 1791 bis 2018 | Nieder-Ramstadt: Einwohnerzahlen von 1791 bis 2018 | Nieder-Ramstadt: Einwohnerzahlen von 1791 bis 2018 | Nieder-Ramstadt: Einwohnerzahlen von 1791 bis 2018 | Nieder-Ramstadt: Einwohnerzahlen von 1791 bis 2018 |
| --- | -------------------------------------------------- | -------------------------------------------------- | -------------------------------------------------- | -------------------------------------------------- |
| Jahr |                                                    |                                                    |                                                    | Einwohner                                          |
| 1791 | 1791                                               |                                                    | 660                                                | 660                                                |
| 1800 | 1800                                               |                                                    | 831                                                | 831                                                |
| 1806 | 1806                                               |                                                    | 980                                                | 980                                                |
| 1829 | 1829                                               |                                                    | 1.283                                              | 1.283                                              |
| 1834 | 1834                                               |                                                    | 1.310                                              | 1.310                                              |
| 1840 | 1840                                               |                                                    | 1.394                                              | 1.394                                              |
| 1846 | 1846                                               |                                                    | 1.498                                              | 1.498                                              |
| 1852 | 1852                                               |                                                    | 1.478                                              | 1.478                                              |
| 1858 | 1858                                               |                                                    | 1.451                                              | 1.451                                              |
| 1864 | 1864                                               |                                                    | 1.380                                              | 1.380                                              |
| 1871 | 1871                                               |                                                    | 1.331                                              | 1.331                                              |
| 1875 | 1875                                               |                                                    | 1.318                                              | 1.318                                              |
| 1885 | 1885                                               |                                                    | 1.401                                              | 1.401                                              |
| 1895 | 1895                                               |                                                    | 1.387                                              | 1.387                                              |
| 1905 | 1905                                               |                                                    | 2.021                                              | 2.021                                              |
| 1910 | 1910                                               |                                                    | 2.458                                              | 2.458                                              |
| 1925 | 1925                                               |                                                    | 2.907                                              | 2.907                                              |
| 1939 | 1939                                               |                                                    | 3.407                                              | 3.407                                              |
| 1946 | 1946                                               |                                                    | 5.041                                              | 5.041                                              |
| 1950 | 1950                                               |                                                    | 5.271                                              | 5.271                                              |
| 1956 | 1956                                               |                                                    | 5.278                                              | 5.278                                              |
| 1961 | 1961                                               |                                                    | 5.702                                              | 5.702                                              |
| 1967 | 1967                                               |                                                    | 5.712                                              | 5.712                                              |
| 1970 | 1970                                               |                                                    | 5.655                                              | 5.655                                              |
| 1980 | 1980                                               |                                                    | ?                                                  | ?                                                  |
| 1990 | 1990                                               |                                                    | ?                                                  | ?                                                  |
| 2000 | 2000                                               |                                                    | ?                                                  | ?                                                  |
| 2011 | 2011                                               |                                                    | 5.286                                              | 5.286                                              |
| 2013 | 2013                                               |                                                    | 5.806                                              | 5.806                                              |
| 2016 | 2016                                               |                                                    | 5.663                                              | 5.663                                              |
| 2018 | 2018                                               |                                                    | 5.490                                              | 5.490                                              |
| Datenquelle: Historisches Gemeindeverzeichnis für Hessen: Die Bevölkerung der Gemeinden 1834 bis 1967. Wiesbaden: Hessisches Statistisches Landesamt, 1968. Weitere Quellen: LAGIS; 1791; 1800; ab 2013: Website Mühltal (Webarchiv); Zensus 2011 |                                                    |                                                    |                                                    |                                                    |

### Religionszugehörigkeit
| • 1829: | 1252 lutheranische (= 97,58 %), 7 reformierte (= 0,56 %), 9 jüdische (= 0,70 %) und 15 katholische (= 1,70 %) Einwohner |
| • 1961: | 4418 evangelische (= 77,48 %), 945 katholische (= 16,57 %) Einwohner                                                    |

## Politik
Für Nieder-Ramstadt besteht ein Ortsbezirk (Gebiete der ehemaligen Gemeinde Nieder-Ramstadt) mit Ortsbeirat und Ortsvorsteher nach der Hessischen Gemeindeordnung.
Der Ortsbeirat besteht aus fünf Mitgliedern. Seit den Kommunalwahlen 2016 gehören ihm ein Mitglied dem Bündnis 90/Die Grünen, zwei Mitglieder der CDU und drei Mitglieder Wählervereinigungen an. Ortsvorsteher ist Niels Starke (CDU).

## Wappen
Blasonierung: „Im von Silber und Rot gevierten Schild in den silbernen Feldern je ein blaues Rebblatt und in den roten Feldern je eine goldene Brezel.“
Das Wappen wurde von der Gemeindevertretung in einer Sitzung am 6. Oktober 1966 beschlossen und der Gemeinde Nieder-Ramstadt im damaligen Kreis Darmstadt am 17. Februar 1967 durch den Hessischen Innenminister genehmigt. Gestaltet wurde es durch den Bad Nauheimer Heraldiker Heinz Ritt.
Es zeigt die zwei für Nieder-Ramstadt historisch wichtigen Wirtschaftszweige, die mit Traisa in einer gemeinsamen Zunft organisierten Bäcker und Müller und den regional früher sehr bedeutenden Weinbau. Die Vierung in Rot und Silber geht auf die Würzburger Reichssturmfahne zurück, da Nieder-Ramstadt früher zum Bistum Würzburg gehörte.

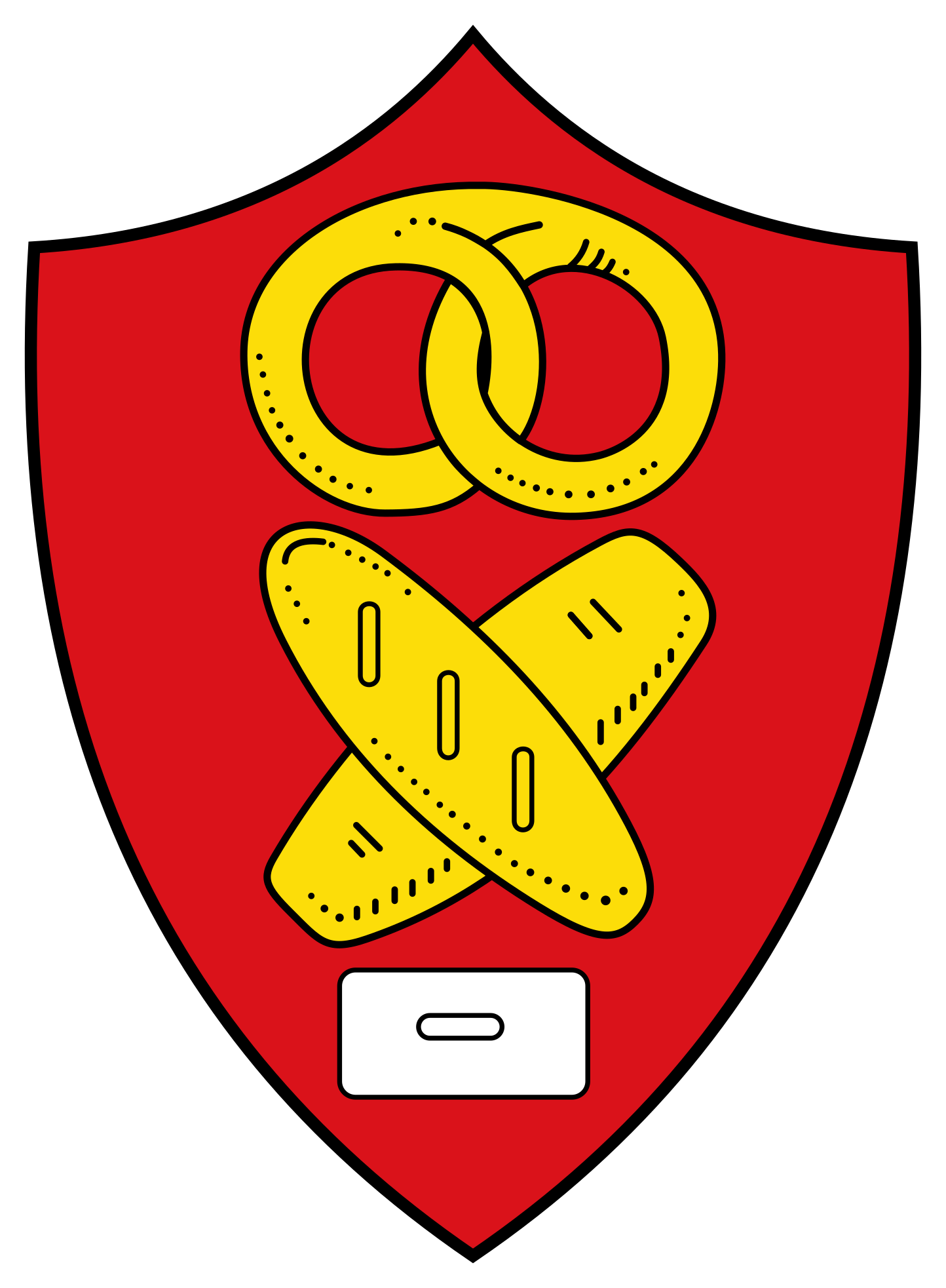
Ortswappen vor 1967

Vor der Verleihung des aktuellen Wappens zeigte das Nieder-Ramstädter Wappen auf rotem Schild waagrecht eingelegt ein silbernes Mühleisen, darüber eine goldene stehenden Brezel und zwei verschiedene gekreuzte goldene Wecke.
Dieses heute noch häufig anzutreffende Wappen geht auf Gerichtssiegel des 16. und 17. Jahrhunderts zurück und betont die Wichtigkeit der Bäcker und Müller im Ort.

## Kultur und Sehenswürdigkeiten

### Bauwerke
- Evangelische Kirche

### Naturdenkmale
- Vogelschutzgehölz Auf der Schmallert

### Regelmäßige Veranstaltungen
- August: Kerb[22]
- November/Dezember: Kunst- und Weihnachtsmarkt[23]

## Wirtschaft und Infrastruktur
Der größte Arbeitgeber ist die Stiftung Nieder-Ramstädter Diakonie (NRD), die Wohnungen und Werkstätten für Menschen mit körperlichen und geistigen Behinderungen betreibt und diese betreut.

### Ehemalige Unternehmen
Im Jahre 1908 begründete Max Richter in der Quickmühle, innerorts in der Bahnhofstraße, die Max-Richter-Celluloidwarenfabrik, deren Produktion von Haushaltswaren aus Kunststoffen ab 1939 in das gesamte europäische Ausland vertrieben wurde, nachdem Wilhelm Euler als Gesellschafter eingestiegen war und zusammen mit Walter Richter das Unternehmen verwaltete. Nach schweren Kriegsjahren expandierte in den 1950er Jahren die Produktion und der Betrieb, nunmehr unter dem Namen Vitri – Max Richter KG  siedelte in einen Neubau in der Rheinstraße um. 1990 wurde das Unternehmen an den amerikanischen Konzern Corning verkauft und 1998 an Newell weiterverkauft, damit verschwand die weltweit bekannte Markenbezeichnung Vitri. 2004 wurde der Betrieb geschlossen.

## Söhne und Töchter von Nieder-Ramstadt
- Johannes Wilhelm Wendel Illig (1806–1870), Papierfabrikant und hessischer Landtagsabgeordneter
- Karl Wilhelm Linß (1820–1899), evangelischer Theologe und Superintendent
- Karl Ferdinand Abt (1903–1945), Abgeordneter des Landtags des Volksstaates Hessen in der Weimarer Republik und Politiker (NSDAP)